# شاكر حمزة
محمد شاكر بن حمزة (ولد 20 أكتوبر 1992) هو لاعب كرة قدم سنغافوري محترف يلعب كمدافع لنادي هوم يونايتد، الذي يلعب في دوري سنغافورة للمحترفين، ومنتخب سنغافورة لكرة القدم.

## روابط خارجية
- شاكر حمزة على موقع ناشيونال فوتبول تيمز (الإنجليزية)